# Xã Donegal, Quận Butler, Pennsylvania
Xã Donegal (tiếng Anh: Donegal Township) là một xã thuộc quận Butler, tiểu bang Pennsylvania, Hoa Kỳ. Năm 2010, dân số của xã này là 1.864 người.